# Боз, Мерьем
Мерьем Боз (тур. Meryem Boz; род. 3 февраля 1988, Эскишехир) — турецкая волейболистка, доигровщик и диагональный нападающий турецкого клуба «Фенербахче» и сборной Турции.

## Карьера
Свою карьеру волейболистки Мерьем Боз начинала в 2005 году в клубе «Иллер Банкасы», за который она выступала в течение следующих пяти сезонов, не выиграв ни одного трофея. Летом 2009 года Мерьем Боз была впервые вызвана в национальную сборную для участия на чемпионате Европы. Спустя год она завоевала свою первую медаль в профессиональной карьере: бронзу в Евролиге 2010. В сезоне 2010/11 Мерьем Боз играла за польский клуб «Трефль» из Сопота. Но уже в следующем сезоне она вновь представляла «Иллер Банкасы».
В сезоне 2012/13 Мерьем Боз подписала контракт со стамбульским «Фенербахче», а в следующем сезоне играла за «Халкбанк» из Анкары.
В чемпионате 2014/15 Боз снова сменила клуб, на этот раз перейдя в «Бурсу ББ», выиграв с ней Кубок Вызова, где она была признана самым ценным игроком турнира. В составе сборной Турции Мерьем Боз завоевала серебряную медаль Евролиги 2015. В 2015 году она перешла в другой клуб из Бурсы «Нилюфер».
В сезоне 2016/17 Мерьем Боз присоединилась к команде «Серамиксан» из Тургутлу, вышедшей тогда в Первую лигу Турции. С национальной сборной Боз выиграла бронзовую медаль на чемпионате Европы 2017.

## Достижения

### Клубные
- Кубок Вызова ЕКВ: 2014/15

### В сборной
- Лиги Европы 2010
- Лиги Европы 2015

### Индивидуальные награды
- 2015 — Кубок Вызова: самый ценный игрок